# Demaryius Thomas
Pour les articles homonymes, voir Thomas (nom de famille).
(en) Statistiques sur pro-football-reference
Demaryius Thomas (né le 25 décembre 1987 à Montrose et mort le 9 décembre 2021) est un joueur professionnel américain de football américain ayant évolué au poste de wide receiver dans la National Football League (NFL).
Il joue au niveau universitaire pour les Yellow Jackets de l'institut de technologie de Géorgie et est ensuite sélectionné lors de la draft 2010 de la NFL par la franchise des Broncos de Denver,,. Il y reste jusqu'au milieu de la saison 2018 et rejoint ensuite les Texans de Houston avant de terminer sa carrière chez les Jets de New York en 2019.
Avec Denver, Thomas participe à quatre Pro Bowls et remporte le Super Bowl 50 disputé contre les Panthers de la Caroline.

## Enfance
Demaryius naît le 25 décembre 1987 de l'union de Bobby et Katina Thomas. Il étudie à la Laurens High School, jouant au basket-ball et au football américain. Lors de sa dernière saison, il gagne 1 234 yards en 82 réceptions et inscrit dix touchdowns. Il participe au North-South All-Star Game.

## Carrière

### Université
À l'université de Georgia Tech, il est remplaçant en 2006. En 2007, il joue treize matchs dont dix comme titulaire gagnant 558 yards en trente-cinq réceptions. Il participe au Humanitarian Bowl, effectuant quatre réceptions pour un gain de soixante-neuf yards et un touchdown. En 2008, il devient un élément clé de l'équipe, gagnant 627 yards en trente-neuf réceptions et inscrivant trois touchdowns. Il réalise sa meilleure saison en 2009, réalisant quarante-six réceptions pour un gain cumulé de 1 154 yards et en inscrivant huit touchdowns.
Classé par le Sporting News parmi les wide receivers favoris pour un choix de premier tour de draft tout comme Dez Bryant, il annonce le 8 janvier 2010 qu'il a décidé de se présenter à la draft 2010 de la NFL.

### Professionnel

#### Broncos de Denver

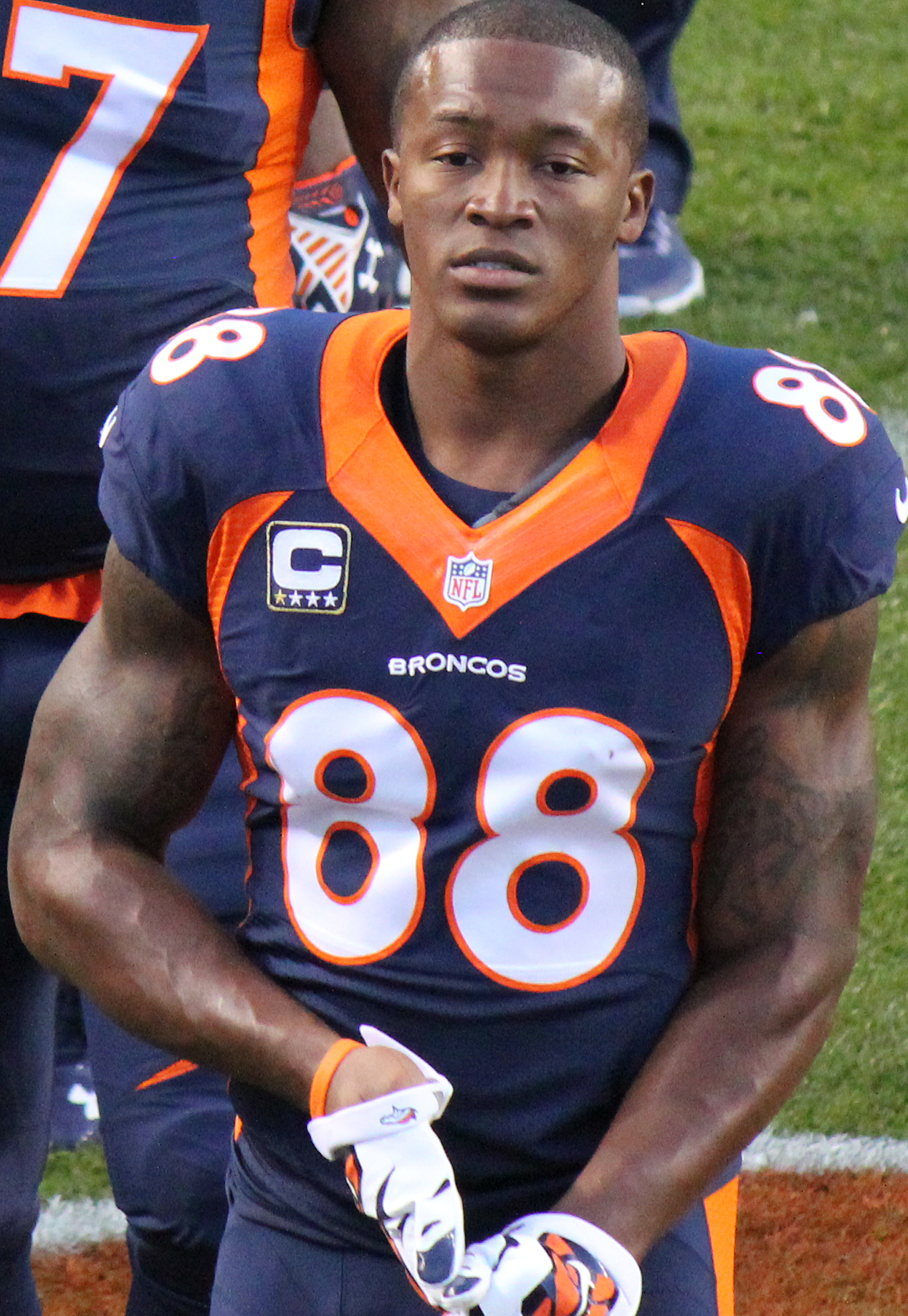
Chez les Broncos en 2014.

Demaryius Thomas est sélectionné en vingt-deuxième choix global lors du premier tour de la draft 2010 de la NFL par les Broncos de Denver. Il marque son premier touchdown professionnel le 19 septembre 2010 contre les Seahawks de Seattle. Lors de sa première saison (rookie), il gagne 283 yards en 22 réceptions tout en inscrivant deux touchdowns.

#### Texans de Houston

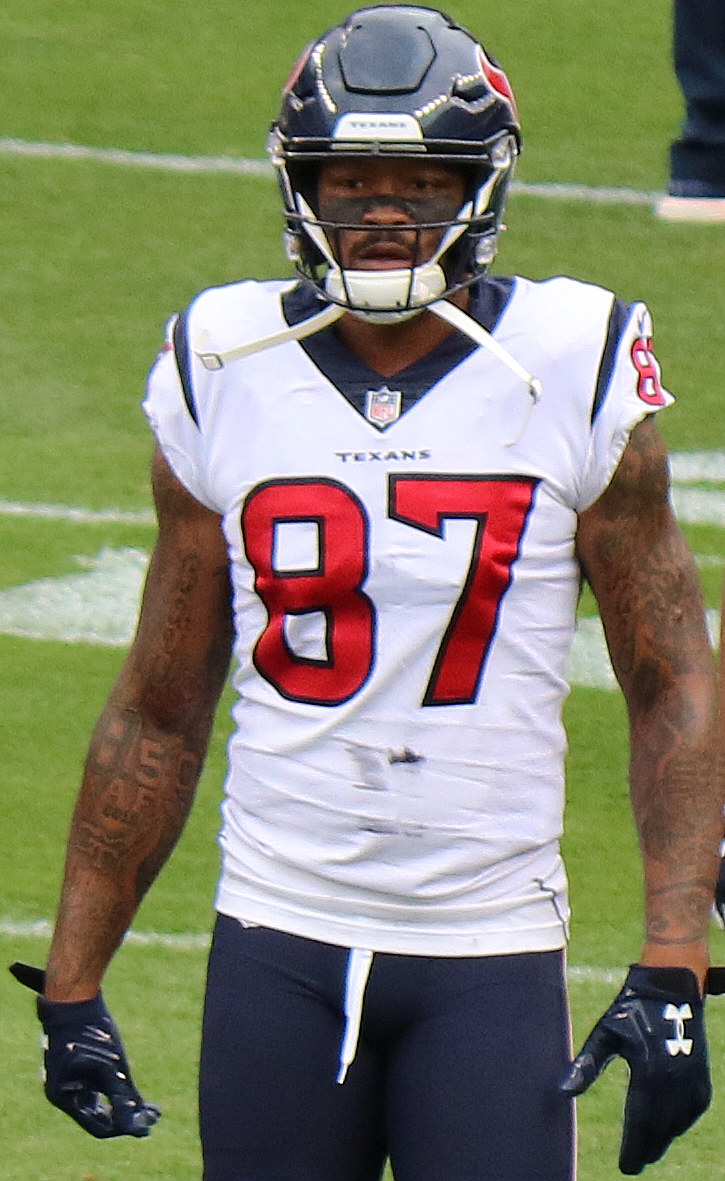
Thomas en 2018.

Le 30 octobre 2018, les Broncos échangent Thomas et un choix de 7e tour de la draft 2019 aux Texans de Houston contre des chois de 4e et 7e tour de la draft 2019.
Pour ses débuts avec les Texans, lors du match joué contre son ancienne équipe des Broncos, il totalise trois réceptions pour un gain de 61 yards. En 12e semaine, lors de la victoire 34 à 17 contre les Titans du Tennessee, il effectue quatre réceptions pour un gain de 38 yards et deux touchdowns. Il doit quitter le terrain lors du match contre les Eagles de Philadelphie après une déchirure du tendon d'Achille et est placé sur la liste des blessés le 24 décembre 2018.
Le 12 février 2019, Thomas est libéré par les Texans.

#### Patriots de la Nouvelle-Angleterre
Le 16 avril 2019, Thomas signe un contrat d'un an avec les Patriots.
Il est cependant libéré le 31 août n'ayant pas été retenu dans l'effectif final des Patriots. Trois jours plus tard, il est cependant resigné par la franchise mais ne participe à aucun match de la saison régulière.

#### Jets de New York
Le 10 septembre 2019, Thomas est échangé aux Jets de New York contre un choix de 6e tour de la draft 2021. Il joue son premier match pour les Jets en 2e semaine contre les Browns de Cleveland (défaite 23 à 3). Il inscrit son premier (et dernier) touchdown à la suite d'une réception d'une passe de 14 yards du quarterback Sam Darnold lors de la victoire 22 à 21 contre les Dolphins de Miami en 14e semaine. Avec les Jets, il dispute onze matchs et totalise 36 réceptions pour un gain total de 433 yards et un touchdown
Thomas annonce le 28 juin 2021 qu'il prend sa retraite de la NFL.

## Statistiques

### NCAA
| Année       | Équipe                         | Statut      | MJ |     | Passes réceptionnées | Passes réceptionnées | Passes réceptionnées | Passes réceptionnées |       | Courses | Courses | Courses | Courses |
| Année       | Équipe                         | Statut      | MJ | Nb. | Yards                | Moy.                 | TD                   | Nb.                  | Yards | Moy.    | TD      |         |         |
| 2007        | Yellow Jackets de Georgia Tech | Fr.         | 13 | 35  | 0558                 | 15,9                 | 4                    | 1                    | 0     | 00,0    | 0       |         |         |
| 2008        | Yellow Jackets de Georgia Tech | So.         | 12 | 39  | 0627                 | 16,1                 | 3                    | 2                    | 29    | 14,5    | 0       |         |         |
| 2009        | Yellow Jackets de Georgia Tech | Jr.         | 14 | 46  | 1 154                | 25,1                 | 8                    | 1                    | 03    | 03,0    | 0       |         |         |
| Totaux NCAA | Totaux NCAA                    | Totaux NCAA | 39 | 120 | 2339                 | 19,5                 | 15                   | 4                    | 32    | 8,0     | 0       |         |         |

### NFL
| Année         | Équipe            | MJ  |     | Passes réceptionnées | Passes réceptionnées | Passes réceptionnées | Passes réceptionnées |       | Courses | Courses | Courses | Courses |  | Fumbles | Fumbles |
| Année         | Équipe            | MJ  | Nb. | Yards                | Moy.                 | TD                   | Nb.                  | Yards | Moy.    | TD      | Nb.     | Perdus  |  |         |         |
| 2010          | Broncos de Denver | 10  | 022 | 0283                 | 12,9                 | 02                   | 2                    | 1     | 0,5     | 0       | 3       | 2       |  |         |         |
| 2011          | Broncos de Denver | 11  | 032 | 0551                 | 17,2                 | 04                   | 1                    | 5     | 5,0     | 0       | 0       | 0       |  |         |         |
| 2012          | Broncos de Denver | 16  | 094 | 1 434                | 15,3                 | 10                   | 0                    | 0     | 0,0     | 0       | 3       | 3       |  |         |         |
| 2013          | Broncos de Denver | 16  | 092 | 1 430                | 15,5                 | 14                   | 0                    | 0     | 0,0     | 0       | 1       | 1       |  |         |         |
| 2014          | Broncos de Denver | 16  | 111 | 1 619                | 14,6                 | 11                   | 0                    | 0     | 0,0     | 0       | 0       | 0       |  |         |         |
| 2015          | Broncos de Denver | 16  | 105 | 1 304                | 12,4                 | 06                   | 0                    | 0     | 0,0     | 0       | 2       | 2       |  |         |         |
| 2016          | Broncos de Denver | 16  | 090 | 1 083                | 12,0                 | 05                   | 0                    | 0     | 0,0     | 0       | 2       | 2       |  |         |         |
| 2017          | Broncos de Denver | 16  | 083 | 0949                 | 11,4                 | 05                   | 0                    | 0     | 0,0     | 0       | 1       | 1       |  |         |         |
| 2018          | Broncos de Denver | 08  | 036 | 0402                 | 11,2                 | 03                   | 0                    | 0     | 0,0     | 0       | 0       | 0       |  |         |         |
| 2018          | Texans de Houston | 07  | 023 | 0275                 | 12,0                 | 02                   | 0                    | 0     | 0,0     | 0       | 0       | 0       |  |         |         |
| 2019          | Jets de New York  | 11  | 036 | 0433                 | 12,0                 | 01                   | 0                    | 0     | 0,0     | 0       | 0       | 0       |  |         |         |
| Totaux NFL    | Totaux NFL        | 143 | 724 | 9 763                | 13,5                 | 63                   | 3                    | 6     | 2,0     | 0       | 12      | 11      |  |         |         |
| Totaux Denver | Totaux Denver     | 125 | 665 | 9 055                | 13,6                 | 60                   | 3                    | 6     | 2,0     | 0       | 12      | 11      |  |         |         |

| Année             | Équipe            | MJ |     | Passes réceptionnées | Passes réceptionnées | Passes réceptionnées | Passes réceptionnées |       | Courses | Courses | Courses | Courses |  | Fumbles | Fumbles |
| Année             | Équipe            | MJ | Nb. | Yards                | Moy.                 | TD                   | Nb.                  | Yards | Moy.    | TD      | Nb.     | Perdus  |  |         |         |
| 2011              | Broncos de Denver | 2  | 10  | 297                  | 29,7                 | 1                    | 0                    | 0     | 0       | 0       | 0       | 0       |  |         |         |
| 2012              | Broncos de Denver | 1  | 03  | 037                  | 12,3                 | 1                    | 0                    | 0     | 0       | 0       | 0       | 0       |  |         |         |
| 2013              | Broncos de Denver | 3  | 28  | 306                  | 10,9                 | 3                    | 0                    | 0     | 0       | 0       | 1       | 1       |  |         |         |
| 2014              | Broncos de Denver | 1  | 05  | 059                  | 11,8                 | 1                    | 0                    | 0     | 0       | 0       | 0       | 0       |  |         |         |
| 2015              | Broncos de Denver | 3  | 7   | 60                   | 8,6                  | 0                    | 0                    | 0     | 0       | 0       | 0       | 0       |  |         |         |
| Totaux NFL/Denver | Totaux NFL/Denver | 10 | 53  | 759                  | 14,3                 | 6                    | 0                    | 0     | 0       | 0       | 1       | 1       |  |         |         |

## Vie privée
Thomas était un chrétien évangélique et il a fréquemment édité des messages sur sa foi via son compte Twitter0
Le 15 juillet 2016, Thomas a été honoré par le conseil municipal de Dublin (Géorgie), cette date ayant été dénommée la Demaryius Thomas Day.

## Décès
Thomas est retrouvé mort à son domicile de Roswell en Géorgie le 9 décembre 2021, seize jours avant son 34e anniversaire à la suite d'une crise d'épilepsie due à la complication des blessures subies après un accident de voiture en 2019,. La police a déclaré que sa mort était attribuée à un « problème médical »,.
Une autopsie de son cerveau effectuée par l'université de Boston révèle qu'il était atteint d'encéphalopathie traumatique chronique (ETC), une maladie neurodégénérative consécutive à des traumatismes crâniens répétés.